# Scrittura merovingica

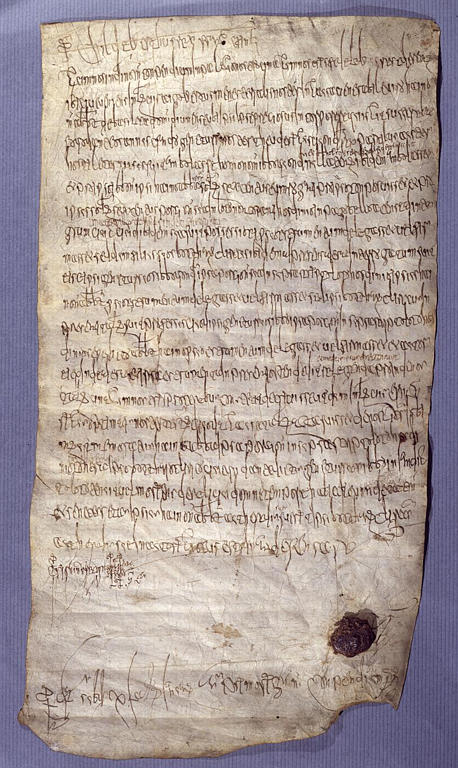
Esempio di scrittura merovingica documentaria da un diploma del re Childeberto III del 695

La minuscola merovingica è una forma di scrittura corsiva minuscola medievale così denominata perché sviluppata in Francia durante la dinastia merovingia. È stata usata da VII all'VIII secolo prima dell'avvento della dinastia carolingia e dello sviluppo della minuscola carolina in zone di influenza franca, quindi non solo in Francia, ma anche in Baviera e in Italia nord-occidentale.

## Origini
La scrittura merovingica è derivata dalla corsiva nuova tardoantica, probabilmente da quella in uso nelle cancellerie provinciali dipendenti dalla prefettura del pretorio delle Gallie; data questa sua origine, le prime attestazioni della scrittura merovingica si ritrovano in ambito documentario, in particolare nei diplomi rilasciati dai re merovingi. 
La scrittura merovingica documentaria è caratterizzata da lettere compresse lateralmente, da aste molto allungate e da un complessissimo sistema di legature deformanti, che la rendono molto complicata da decifrare.
Era di certo questa una scrittura troppo artificiosa ed oscura per poter essere utilizzata per scrivere i libri, pertanto per adattarla subì un processo di rielaborazione consistente in una standardizzazione del sistema delle legature e del disegno delle singole lettere (talvolta prendendo lettere in prestito dalla onciale e dalla semionciale); a questo processo parteciparono indipendentemente l'uno dall'altro vari scriptoria monastici ed arrivarono, a partire dai secoli VII-VIII, a sviluppare quelle che sono riconosciute dagli studiosi come le tipizzazioni della merovingica, che solo in questo momento diviene una scrittura libraria.
I centri che hanno sviluppato le principali tipizzazioni della scrittura merovingica sono i monasteri di Luxeuil, Laon, Corbie e Chelles.

## Luxeuil

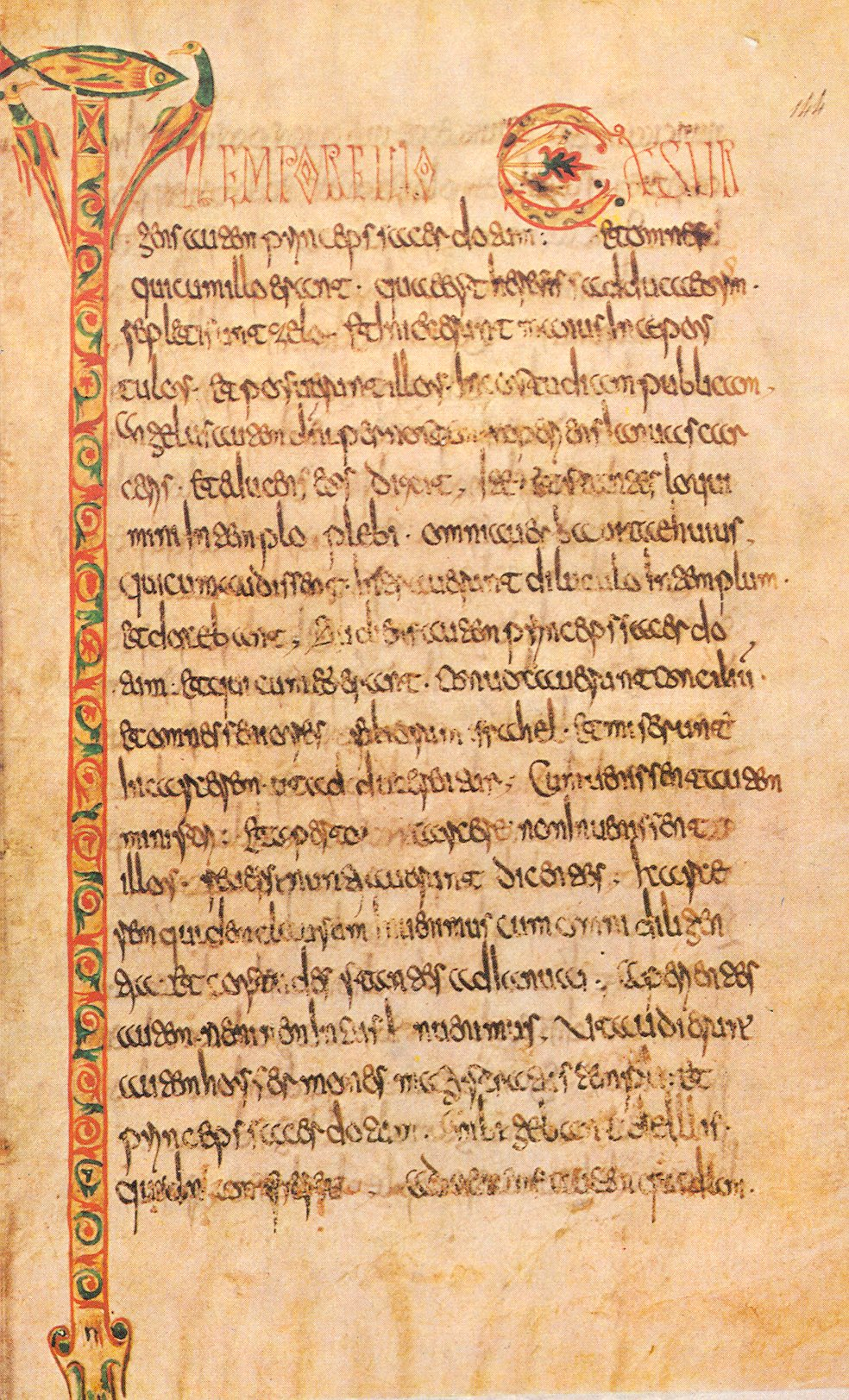
Esempio di scrittura di Luxeuil dal Lezionario di Luxeuil

Il carattere di Luxeuil usa delle maiuscole caratteristiche, sottili e alte simili ad un miniato. Queste maiuscole hanno i tratti terminali a cuneo e la barra della lettera "A" assomiglia a una piccola lettera v mentre quella della "H" somiglia a una linea ondulata. La lettera "O" è spesso scritta a forma di diamante con una piccola o all'interno. 
Nella minuscola di Luxeuil la "a" rassomiglia a due lettere c ("cc"); la "b" ha un arco aperto e una linea la collega alla lettera successiva. Grazie a queste particolarità il carattere Luxeuil viene a volte chiamato "carattere a-b". La lettera "d" può avere un'asta verticale ascendente o un'asta ascendente obliqua sulla sinistra; la "i" e molto lunga, rassomiglia a "l", "n" può essere scritta in una forma onciale (simile a "N" maiuscola); la "o" ha una forma a cuneo (un rombo) con una linea che la collega alla lettera successiva e la "t" presenta una spirale nella parte terminale sinistra dell'asta verticale. 
La lettera "t" viene anche usata in numerose "legature" dove può assumere molte altre forme, anche le lettere "e" e "r" possono a volte presentare delle legature.

## Laon
La grafia di Laon presenta delle lettere maiuscole più spesse rispetto alla grafia di Luxeuil. Le maiuscole iniziali sono anche decorate con animali e vi sono molte legature con la lettera i. Similmente alla minuscola visigotica, ci sono due legature differenti di ti, che rappresentano due suoni differenti ("sordo" e "sibilante"). Le lettere d e q presentano gli occhieli aperti. La lettera a ha un disegno unico, rassomiglia a due segni di minore ("<<") e la lettera z, cosa non comune nell'alfabeto latino, e anche molto particolare nella grafia di Laon, con un infiorentamento che si proietta verso l'alto e a sinistra, sopra la linea. A causa di queste caratteristiche la scrittura di Laon a volte è chiamata "grafia a-z".

## Corbie

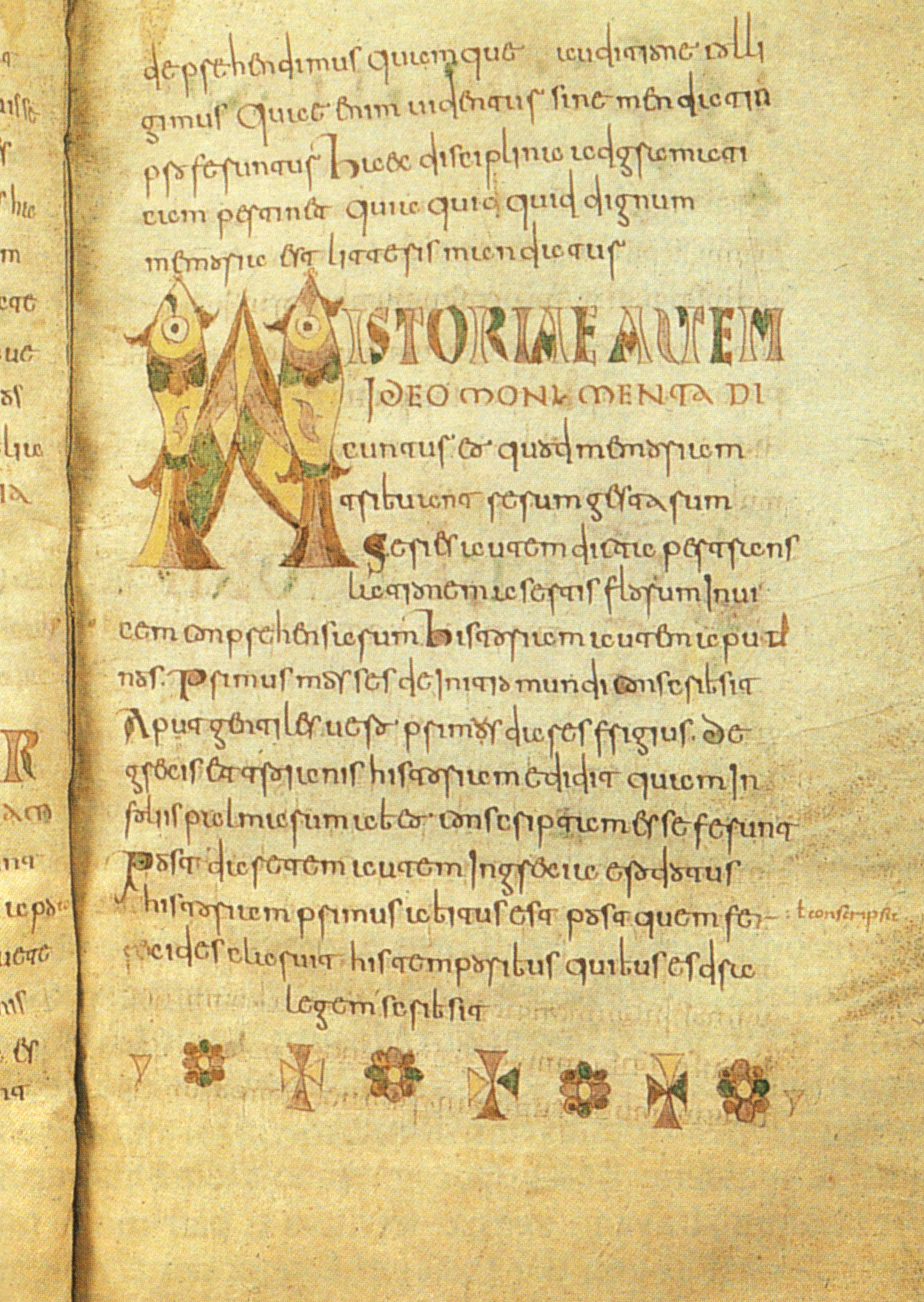
Esempio di scrittura merovingica precarolina di "tipo a-b" di Corbie, in un manoscritto della fine dell'VIII secolo contenente le Etymologiae di Isidoro di Siviglia. Le lettere distintive sono ben riconoscibili alla riga 9 nella prima parola, che è tribuant.

La grafia di Corbie è stata usata nell'VIII secolo ed è basata sull'onciale e sulla scrittura di Luxeuil, ma presenta delle somiglianze con la semionciale e con la scrittura insulare con alcuni elementi della corsiva romana.
Si distinguono quattro tipi di scrittura di Corbie:
1. Il primo, chiamato "tipo e-n", è caratterizzato dalla forma che assume la e con un circolo innalzato e dalla forma onciale della n, che assomiglia alla N maiuscola.
2. Il secondo, detto "di Leutcario" (abate nel 751-758), presenta anch'esso la n di forma maiuscola, ma con il tratto intermedio ribassato.
3. Il terzo, detto "di Mordramno" (abate nel 772-781), presenta la f e la s con un ingrossamento dell'asta verticale in alto, all'attacco della voluta.
4. Il quarto, che è il più caratteristico, chiamato "tipo a-b" dalla forma peculiare di queste due lettere: la a è aperta, con il primo tratto verticale dritto e il secondo ricurvo, e dunque assomiglia a una combinazione di i + c; la b è anch'essa aperta e presenta un tratto orizzontale che parte dall'asta al di sopra dell'occhiello. Nella grafia a-b di Corbie, attestata a partire dall'abbaziato di Adalardo alla fine dell'VIII secolo sino a metà del IX secolo, sono censite alcune decine di codici, tra cui il Liber glossarum e le Etymologiae di Isidoro di Siviglia.

Nel IX secolo la lettera a nella grafia e-n presenta il circolo aperto e rassomiglia alla lettera u, individuando un quinto tipo di scrittura di Corbie, chiamato "tipo e-n-a".

## Chelles
La scrittura di Chelles è simile alla a-b di Luxeuil. Altre particolarità sono la N onciale, con i tratti inclinati sulla sinistra; la lettera d con il tratto ascendente inclinato sulla sinistra; la lettera g con un tratto discendente che assomiglia alla lettera s; la lettera s con un piccolo circolo in alto e la lettera x con le due linee che si incrociano nella parte superiore invece che nel centro.

## Sviluppo
Esiste un'altra corsiva merovingia, usata in documenti e in scritti di argomento non religioso. Tutti questi stili hanno influenzato il successivo stile carolingio che li ha sostituiti, spesso in modo totale. Insieme alle rassomiglianze degli stili carolingio e visigotico, la merovingica condivide delle caratteristiche con la scrittura beneventana.